# حسین بن حمدان خصیبی
ابوعبدالله حُسین بن حَمدان جُنبُلائی خَصیبی شناخته شده به حسین بن حمدان خصیبی (۲۶۰ ق تا ۳۴۶ ق) از محدثان و متکلمان شیعه است. وی مورد احترام فراوان فرقه نصیریه می‌باشد تا اندازه‌ای که برخی او را بنیانگذار این فرقه و شمرده‌اند.

## اعتقادات
در بین عالمان شیعه دربارهٔ اعتقادات او اختلافات اساسی وجود دارد. برخی همچون نجاشی و ابن غضائری او را فاسد المذهب و برخی دیگر مثل شیخ طوسی دربارهٔ مذهب او سکوت کرده‌اند. گروهی دیگر نیز نظیر سید محسن امین عاملی در کتاب اعیان الشیعه و میرزا عبدالله اصفهانی افندی در کتاب ریاض العلماء از او به عنوان «فاضل عالم محدث» یاد کرده‌اند.

## آثار
آثار حسین بن حمدان خصیبی عبارتند از:
- الهدایه الکبری
- الترنیمات
- الاخوان
- المسائل
- تاریخ الائمه
- الرساله
- اسماء النبی
- اسماء الائمه
- المائده
- الهدایه فی الفضائل
- فی احوال اصحاب الائمه و اخبارهم
- رساله التوحید
- کتاب الدستور (کتاب المجموع)
- دیوان الشامی
- دیوان الغریب
- مسائل